# Druk Orłowa

Uproszczony schemat druku orłowa: 1-wałki farbowe, 2-cylindry gumowe, 3-cylinder formowy z formami drukowymi i formą farbiarską, 4-cylinder z podłożem drukowym

Druk Orłowa to technika druku polegająca na przenoszeniu farby drukowej z formy drukowej na wałki gumowe, a z nich nie na podłoże drukowe, jak to jest w offsecie, ale na formę farbiarską, na której powstaje wielobarwny rysunek. Z formy farbiarskiej (nomenklatura stosowana przez Orłowa) obraz jest przenoszony na podłoże. Forma farbiarska może być płaska (druk płaski) lub wypukła (druk wypukły). Przy formie wypukłej powierzchnia podłoża ulega lekkiemu przetłoczeniu i otrzymuje się efekty zbliżone do stalorytu. Ponieważ ta technika druku łączy w sobie elementy offsetu i typografii to jest nazywana typooffsetem. Technika druku Orłowa była stosowana przy produkcji banknotów w carskiej Rosji, uzyskując przy druku carskich rubli, niespotykane przejścia barwne. Nazwa techniki wywodzi się od nazwiska jej twórcy. Typooffset i staloryt to techniki  stosowane również obecnie przy zabezpieczeniach druku, zwłaszcza przy produkcji banknotów.